# NGC 2712
NGC 2712 este o galaxie spirală situată în constelația Linxul. A fost descoperită în 19 martie 1828 de către John Herschel. Se află la o distanță de 31,19 de megaparseci de Pământ.